# Lilika
Lilika (srbsko Лилика) je jugoslovanski dramski film iz leta 1970, ki ga je režiral Branko Pleša in zanj napisal tudi scenarij skupaj z Dragoslavom Mihailovićem, na katerega istoimenski noveli temelji zgodba. V glavnih vlogah nastopajo Dragana Kalaba, Branko Pleša in Ljerka Draženović. Zgodba prikazuje enajstletno deklico Liliko (Kalaba), ki jo mati (Tamara Miletić) in očim (Danilo Stojković) zavračata. Zaradi tega ji sodišče odredi nastanitev v domu za zapuščene otroke, ki ga sama doživlja kot zapor za otroke.
Film je bil premierno predvajan 11. februarja 1970 v jugoslovanskih kinematografih. Na Mednarodnem filmskem festivalu Locarno je osvojil glavno nagrado zlati leopard za najboljši film, ki si jo je delil s še tremi filmi.

## Vloge
- Dragana Kalaba kot Milica Sandić »Lilika«
- Branko Pleša kot svetovalec
- Ljerka Draženović kot teta
- Nada Kasapić kot učiteljica
- Tamara Miletić kot mati
- Gizela Vuković kot socialna delavka
- Vesna Krajina
- Danilo Stojković kot očim
- Ljiljana Kontić kot Đurđica
- Vladimir Pevec kot Peca
- Sanja Jeremić
- Nada Šarac